# The Adventurer
The Adventurer (br: Carlitos Presidiário e pt: Charlot o Evadido) é um filme mudo de 1917 escrito, produzido, dirigido e protagonizado por Charles Chaplin.
Vale dizer, que este é o seu último da Mutual Film Corporation.

## Sinopse
Chaplin interpreta um foragido que escapa dos guardas da polícia. Logo, ele se vê comprometido em ajudar uma simples família após salvar uma moça (Edna Purviance) por quase ter sido afogada. Mas o chefe da família (Eric Campbell), faz de tudo para que o foragido volte para a cadeia.